# Alan Webb (athlétisme)
Pour les articles homonymes, voir Webb.
Alan Webb, né le 13 janvier 1983 à Ann Arbor dans le Michigan, est un athlète américain spécialiste du demi-fond.

## Biographie
Après avoir battu un record universitaire du mile qui datait de 36 ans et était détenu par Jim Ryun en 2001, il obtient une première qualification olympique pour les Jeux olympiques de 2004 à Athènes après avoir remporté les sélections américaines. Il obtient une qualification pour les championnats du monde 2005 à Helsinki où il termine à la neuvième place du 1 500 mètres.
En 2007, lors des sélections américaines, il remporte le 1 500 mètres, devançant l'un des meilleurs spécialistes mondiaux de la discipline, le naturalisé Bernard Lagat. Au Meeting Gaz de France de Paris, il devance le Français Mehdi Baala dans la dernière ligne droite, se positionnant ainsi comme l'un des principaux prétendants au titre mondial pour les championnats du monde 2007 à Osaka.
Il remporte le mile du meeting de Brasschaat en 3 min 46 s 91, un record continental.

## Palmarès

### Championnats du monde d'athlétisme
- Championnats du monde 2005 à Helsinki
  - 9e du 1 500 mètres.
- Championnats du monde 2007 à Osaka
  - 8e du 1 500 mètres.

### Golden League
- Vainqueur du Meeting Gaz de France de la Golden League 2007